# NGC 4587
NGC 4587 é uma galáxia lenticular (S0) localizada na direcção da constelação de Virgo. Possui uma declinação de +02° 39' 28" e uma ascensão recta de 12 horas, 38 minutos e 35,3 segundos.